# Romans-sur-Isère
Romans-sur-Isère é uma comuna francesa na região administrativa de Auvérnia-Ródano-Alpes, no departamento de Drôme. Estende-se por uma área de 33,08 km². Em 2010 a comuna tinha 33 839 habitantes (densidade: 1 022,9 hab./km²).